# Confissão de Fé de Dordrecht
A confissão de fé de Dordrecht é uma declaração de crenças adotadas pelos líderes holandeses menonitas em 21 de abril de 1632. Seus 18 artigos enfatizam dentre outros pontos, a crença na salvação através de Jesus Cristo, o batismo, não-violência, lava-pés, e evitar fazer juramentos. Foi parte influente da Reforma Radical e continua sendo um importante documento para muitos grupos anabatistas modernos como os Amish.